# Jaka Blažič
Jaka Blažič (Jesenice, 30 de junho de 1990) é um basquetebolista profissional esloveno que atualmente joga na Liga ACB e Eurocopa pelo MoraBanc Andorra. O atleta possui 1,96m e atua na posição ala. 

## Ligações Externas
- Jaka Blažič no X